# Earlimart
Gli Earlimart sono un gruppo musicale indie rock statunitense, originario di Los Angeles.
Il gruppo prende il nome dalla città di Earlimart (California). I membri principali del gruppo sono il cantante/chitarrista Aaron Espinoza e la bassista Ariana Murray. Il loro stile musicale è influenzato da quello di artisti come Elliott Smith, Grandaddy e Pedro the Lion.

## Discografia

### Album
- 1999 - Filthy Doorways
- 2000 - Kingdom of Champions
- 2003 - Everyone Down Here
- 2004 - Treble and Tremble
- 2007 - Mentor Tormentor
- 2008 - Hymn and Her
- 2012 - System Preferences

### EP
- 2003 - The Avenues

### Singoli
- 2006 - Answers and Questions